# Pagamentos P2P
Pagamento P2P, ou Pagamento Pessoa-Para-Pessoa (do inglês, Person-to-Person) é um sistema online que permite aos consumidores transferirem  fundos de seus cartões de crédito ou banco para outro usuário a partir de um smartphone ou via internet, porém o envolvimento direto da entidade banco intermediando a transação. Nos últimos anos a aceitação por parte da população de serviços de pagamento online e de pagamentos mobile abriram as portas para este novo segmento de pagamento pessoa-para-pessoa. Só em 2014, estima-se que a quantidade de vendas do comércio eletrônico tenha crescido em 20,1% superando a casa dos 1,5 trilhão de dólares, destes, 540 bilhões são de transações pessoa-para-pessoa. Na Europa, a solução P2P é baseada em transferências chamadas de SEPA (Single Euro Payments Area ou Área Única de Pagamentos em Euros) e atingem mais de 400 milhões de clientes europeus.
Existem três modelos primários de pagamentos P2P:
1. Modelo não-centrado em banco: O indivíduo usa um serviço de pagamentos online como intermediador para transferir fundos outra pessoa.
2. Modelo centrado em banco: O indivíduo interage diretamente com o banco para pedir a transferência de fundos para outra pessoa.
3. Modelo centrado em cartão: O pagamento é inteiramente processado via rede de um cartão de crédito ou débito.

Segundo o Banco Central, o sistema vai ser adotado de maneira gradativa, em um primeiro momento com transações pessoa para pessoa e em um nível de maior de maturidade, transações de comércio e por último a transferência de governo. Assim, tecnologias como Near Field Communication - NFC poderão ser usadas com mais eficiência e tecnologias antigas como SMS também possam ser usadas para pagamentos, a fim de abranger uma parcela da população que não tenha acesso a um banco por morar em regiões menos favorecidas, por exemplo.

## História
No século XX os pagamentos eram quase que inteiramente feitos através de cheques ou dinheiro para pagamentos menores. O único custo em uma transferência pequena naquela época para ambas as partes era o de transportar o dinheiro além da taxa de depósito nos bancos da época. Para grandes quantias, usava-se o cheque para evitar perda ou roubo do dinheiro e podiam ser enviados por correios.
No final dos anos 90, com a expansão da internet e o aumento dos leilões eletrônicos, começaram os pagamentos em com o modelo não-centrado em banco, ou seja, uma empresa trabalha de mediadora entre o pagador e o recebedor. Surgiram naquela época empresas que tais como Western Union e eBay, e então os pagamentos que antes precisava ficar armazenado com a empresa intermediadora passou a ser feito por meio do computador pessoal. O PayPal que também surgiu naquela época, agiu como intermediador pela transferência de fundos do cartão de crédito do comprador para o vendedor e os compradores não precisavam mostrar o número de seus cartões ou informações de seus bancos para os vendedores desconhecidos.
Nos anos 2000, dois outros tipos de pagamentos P2P surgiram, que eram os centrados em banco, onde o usuário teria que logar no site do seu banco para fazer a transferência de fundos para um indivíduo podendo ser de outro banco, e a introdução deste serviço fez o internet banking crescer rapidamente. O primeiro serviço de internet banking foi lançado em 1995, e em 2003, 53% dos bancos já disponham destes sistemas, sendo que ao fim de 2011, praticamente todos os bancos haviam criado um serviço de pagamentos e transferência online.

## Atualidade
Atualmente foram introduzidos diversos métodos de pagamentos P2P, dinheiro e é o principal método de pagamento. No pagamento de contas, e compras em lojas, o pagamento por cheques diminuiu bastante com o advento dos meios de pagamento eletrônicos, e os pagamentos pessoa-para-pessoa vem crescendo a nível moderado a cada ano a uma taxa média de 5% ao ano. Apesar do cheque ainda ser bem utilizado, de acordo com o Federal Reserve Bank de 2003 para 2012 o número de cheques produzidos no ano caiu pela metade, de 40 bilhões para 20 bilhões. Isso porque as pessoas mais jovens hoje preferem pagamentos via smartphone a escreverem cheques

## P2P no Brasil
Os bancos estão sofrendo forte concorrência de empresas da internet que oferecem pagamentos facilitados por meio de dispositivos móveis, porque é tão fácil quanto usar um cheque ou dinheiro, então estão pensando em formas de como reconquistar os seus clientes. Segundo o Banco Central, o modelo brasileiro irá funcionar como uma espécie "carteira eletrônica" para que o dinheiro pago a trabalhadores possa sair diretamente da conta do empregador para seus empregados. Em um segundo nível, será possível a transferência de dinheiro de pessoas para comerciantes. E em um último nível, o governo poderá transferir fundos a pessoas.

## O Rápido Crescimento do Mercado
Desde o lançamento do PayPal em 1999, diversos serviços de P2P surgiram oferecendo cada qual suas vantagens. Devido aos smartphones ficarem cada vez mais acessíveis e os pagamentos via celular se tornarem mais populares ao longo dos anos, o pagamento P2P também avançou dividindo parcela do mercado com os pagamentos mobile. Só nos Estados Unidos, já são 6 milhões de transações mobile por semana. As transações P2P representam uma pequena mas considerável parcela destas transações, e P2P no Reino Unido, chegou a um total de 26,1 milhões de transações no ano de 2013 e a expectativa é que até 2016 este número triplique atingindo 77,4 milhões de transações no ano. E no mercado global, acredita-se que cerca de 1 trilhão de dólares que giram pelo mercado todos os anos pertençam às transações P2P, principalmente devido ao custo das transações ser zero ou próximo a zero, uma estratégia para ganhar confiança dos usuários em pagamentos mobile em geral ao longo dos anos.
Em uma pesquisa recente, cerca de 49% das pessoas usam pagamentos P2P para pagar o almoço. Outros incluem presentes, lazer, contas de casa e transporte. A pesquisa ainda mostra que as tecnologias mais usadas para estes pagamentos são leitores de NFC, código de barras ou QR Code.

## Vantagens
As duas maiores vantagens do pagamento P2P são o custo e a praticidade, pois o uso de cédulas papel ou cheques vem perdendo a preferência entre os mais jovens.
- Velocidade: Quando à velocidade no pagamento, enquanto cheques tem que passar por todo um processo desde a assinatura até o rebatimento do valor para conta do usuário, o pagamento P2P pode ser processado quase que instantaneamente. O pagamento em dinheiro está em um nível intermediário visto que o consumidor ainda deve-se deslocar para o local para fazer uma compra.
- Segurança: Os pagamentos P2P são seguros, visto que o risco de ter transações não autorizadas é pequeno por não precisar revelar à outra parte alguma de suas informações como número de banco. O processo de autenticação para verificar se os fundos foram transferidos também são seguros.
- Universalidade: Uma das maiores características deste tipo de pagamento é sua universalidade, pois tem a capacidade de ganhar grande aceitação por parte dos usuários sejam eles pagadores ou recebedores, a maioria usa smartphones com sistemas cada vez mais modernos no dia-a-dia o que facilita a adoção do método.
- Baixo Custo: A principal vantagem perante outros meios de pagamento, pois as empresas que trabalham como intermediárias com pagamentos P2P oferecem um serviço de baixo custo por transação o que acaba por dar uma certa vantagem a esse meio de pagamento.

## Outras Transações

### Empréstimos P2P
Os pagamentos P2P também deram origem a um tipo de empréstimo chamado de P2PL (Peer-to-Peer-Lending) ou EP2P(Empréstimos Pessoa-para-Pessoa) em português, que permite pessoas pegarem ou emprestarem dinheiro sem o uso de uma instituição oficial como intermediadora. Este tipo de pagamento não se encaixa em nenhum dos três tipos tradicionais de instituições financeiras: investidores, seguradoras ou entidade autorizada a receber depósitos.
As principais características desse meio de pagamento são:
- conduzido para o lucro;
- não necessário elo comum ou relação prévia entre credores e devedores;
- intermediação por uma empresa de empréstimo peer-to-peer;
- transações ocorrem on-line;
- os credores podem escolher quais os mutuários a investir em;
- os empréstimos são garantidos e não estão protegidos por um seguro de governo;
- empréstimos são títulos que podem ser vendidos a outros credores.

### Investimentos P2P
Não deve ser confundido com os empréstimos, os investimentos P2P (do inglês, P2PI), é o ato de investir dinheiro em devedores que estão precisando de um empréstimo, porém sem uma instituição financeira como intermediadora.

#### Vantagens e Críticas
- Taxas: uma das principais vantagens de empréstimos de pessoa a pessoa por devedores tem sido a obtenção de melhores taxas de juros do que os bancos tradicionais podem oferecer (muitas vezes abaixo de 10 por cento).[19] As vantagens para os credores são maiores retornos do que a partir de uma conta de poupança ou outro investimento.[20]
- Risco de crédito: Atrai devedores que, devido à sua situação de crédito ou a falta de dos mesmos, não são qualificados para empréstimos bancários tradicionais. Com isso, investidores P2P intermediários começaram a cortar um grande número de candidatos e cobrar taxas de juro mais elevadas aos devedores de maior risco que são aprovados para receber seus empréstimos.[21]
- Proteção Governamental: Ao contrário do depósito de dinheiro nos bancos, os credores P2P podem escolher se irão emprestar seu dinheiro para devedores mais seguros com taxas de juros mais baixas ou aos devedores de maior risco com retornos mais elevados. O empréstimo P2P é tratado legalmente nos Estados Unidos como investimento e reembolso, porém, no caso de devedor inadimplente, não é garantida a proteção pelo governo federal dos EUA da mesma forma que os depósitos bancários são.[22]